# Monica Pidgeon
Monica Pidgeon (29 de septiembre de 1913 - 17 de septiembre de 2009) fue una diseñadora de interiores y escritora arquitectónica británica conocida como la editora de Architectural Design desde 1946 hasta 1975. 

## Biografía
El nombre oficial de Pidgeon es Monica Lehmann. Nació en Catemu, Chile en 1913. Su padre era un ingeniero minero francés; su madre era escocesa. En 1929, sus padres mudaron a Londres así terminó su educación en escuelas inglesas; asistió a St Martin-in-the-Fields High School for Girls en Lambeth. Después de graduarse, se matrículo en un curso de diseño de interiores en la Escuela de Arquitectura de The Bartlett University College de Londres (UCL). En un inicio intentó estudiar arquitectura, pero el decano de Bartlett, Albert Richardson, creía las mujeres no podían estudiar arquitectura y convenció a su padre que estudiara diseño de interiores.

## Carrera
Después de graduarse de UCL, Pidgeon trabajó para una empresa de muebles en Bedford.  Cuando el negocio cerró, comenzó a trabajar como escritora e ilustradora independiente.  En 1941, se unió al personal de Architectural Design como asistente de su editor, Tony Towndrow. Cuando Towndrow se mudó a Australia en 1946, Pidgeon fue promovido a editora.  
Los propietarios de la revista, que creían que una editora no llamaría la atención a los lectores y publicistas y que ellos mismos eran adversos a la idea, ordenaron que los nombres de los arquitectos masculinos se incluyeran en la cabecera como "consultores".  Aparte de algunas reseñas de libros escritas al principio de su mandato en Architectural Design, raramente aparecen publicaciones de Pidgeon en la revista.